# Les Cocottes en papier
Pour plus de détails, voir Fiche technique et Distribution.
Les Cocottes en papier est un film français muet réalisé par Segundo de Chomón en 1908. Julienne Mathieu en est l'interprète principale.

## Synopsis
Sur une scène de spectacle, une magicienne présente son spectacle. Elle pose une boite magique sur une table, dont sort un arlequin minuscule puis une série de cinq cocottes en papier qui semblent danser sous ses ordres.

## Fiche technique
- Titre français : Les Cocottes en papier
- Titre anglais : Paper Dolls
- Titre américain: Paper Cock-a-Doodle-Doos
- Titre allemand : Papierfiguren
- Titre espagnol : Las Pajaritas de Papel
- Réalisation : Segundo de Chomón
- Pays de production :  France
- Sociétés de production : Pathé Frères
- Longueur : 5 minutes 40 s (120 m)[1]
- Format : Noir et blanc - 1,33:1 - Muet
- Dates de sortie : 
  - France : 31 octobre 1908
  - États-Unis : 15 janvier 1909

## Distribution
- Julienne Mathieu, la magicienne
- un arlequin miniature

## Analyse
L'actrice Julienne Mathieu est mise en scène comme la maitresse de cérémonie, contrairement aux artistes de son temps, Méliès et Blackton par exemple.